# Festa de l'Ametller Florit

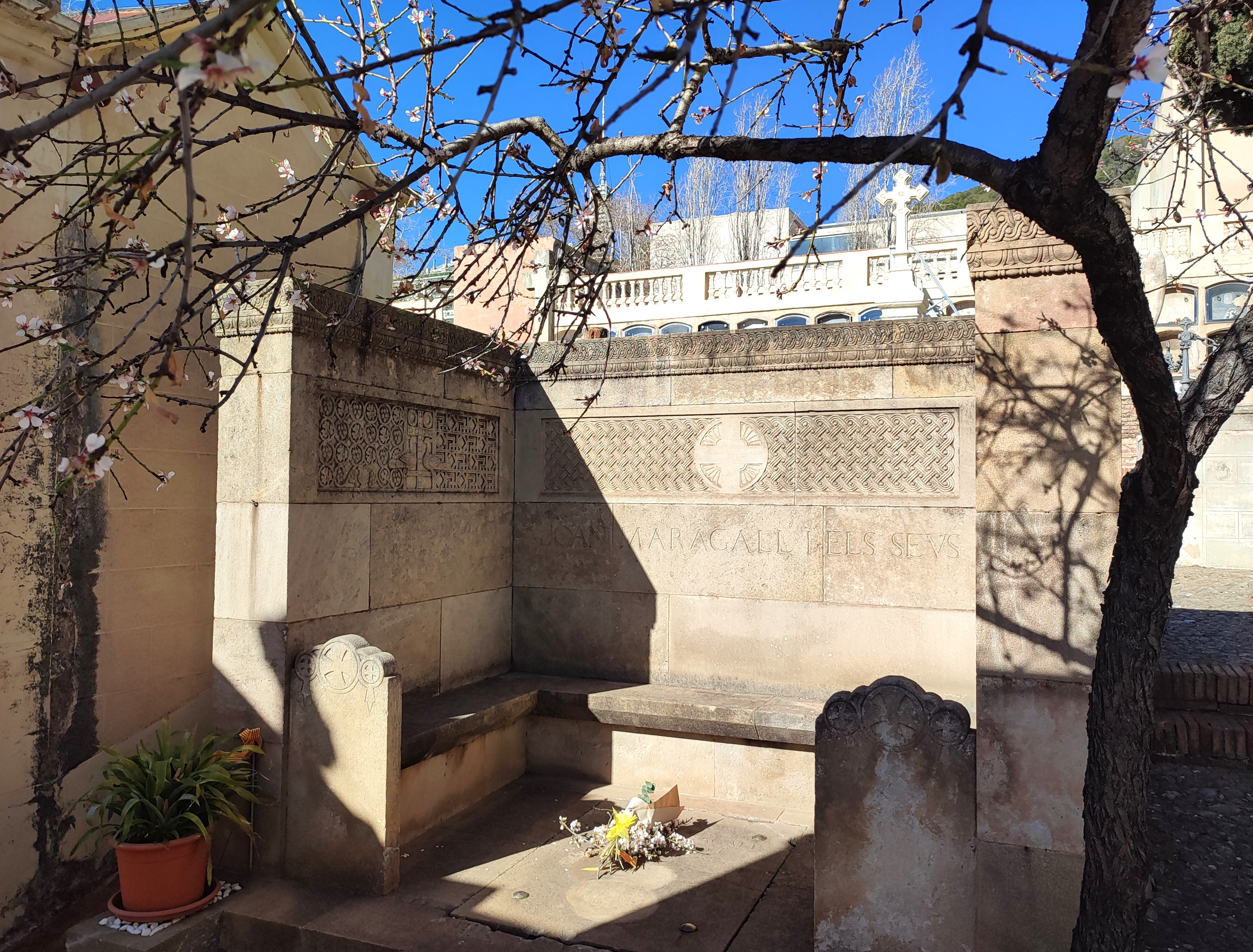
Tomba de Joan Maragall al cementiri de Sant Gervasi

La Festa de l'Ametller Florit commemora anualment la figura del poeta català Joan Maragall. La celebració té lloc el segon diumenge de febrer, just quan els ametllers comencen a florir, al cementiri de Sant Gervasi de Barcelona, on es troba enterrat el poeta. Des de 1924, després que un grup de seguidors plantessin de forma intencional un ametller al costat de la tomba de Maragall, s'ha celebrat la festivitat gairebé ininterrompudament, sent suspesa només durant el període de la Guerra Civil espanyola.
Un dels poemes més cèlebres de Joan Maragall és ‘L'ametller’, que va escriure el 1904 inspirat en veure l'esplendor d'un ametller florit enmig de la serra. Tenint al cap aquests versos, el segon diumenge de febrer de 1923, un grup de seguidors de Joan Maragall –membres de la Veu de Sant Martí i la Penya Solé de Sant Martí de Provençals– sorpresos per l'absència d'aquest arbre guardant la tomba del poeta, van decidir posar remei a aquella situació. D'amagatotis, van plantar un ametller al costat del mausoleu de Maragall, inaugurant d'aquesta manera una trobada que s'ha anat fent any rere any sense necessitat de convocatòria.
La celebració consisteix en un solemne recital de música i versos, on s'apleguen amics, família i lectors de Joan Maragall. Hi solen participar poetes destacats que llegeixen obres pròpies inèdites inspirades en la poesia maragalliana i també versos del poeta homenatjat. Alguns dels escriptors que hi han col·laborat han estat Maria Oleart, Palmira Jaquetti, Pere Elies i Busqueta, Enric Casasses, Francesc Parcerisas i Narcís Comadira, entre d'altres. A més, s'hi interpreten peces musicals compostes i arranjades amb textos de Maragall, algunes de les quals han estat resultat del Concurs de composició coral Joan Maragall.
| «                           | A mig aire de la serra veig un ametller florit. Déu te guard, bandera blanca, dies ha que t’he delit! Ets la pau que s'anuncia entre el sol, núvols i vents… No ets encara el millor temps però en tens tota l’alegria. | » |
| — Joan Maragall, L'ametller | |   |